# Hans Reincke
Hans Reincke (* 20. März 1922 in Wismar; † 15. November 2002) war Fußballspieler und Fußballtrainer in Wismar. Für die BSG Motor Wismar spielte er in der Oberliga, der höchsten Spielklasse des DDR-Fußballverbandes.

## Sportliche Laufbahn
Reincke blieb während des gesamten Verlaufs seiner Fußball-Laufbahn seiner Heimatstadt Wismar verbunden. Erstmals machte er auf sich aufmerksam, als er mit Vorwärts Wismar am 3. September 1950 in Erfurt im Finale um den Fußballpokal des Deutschen Sportausschusses stand. Wismar mit Reincke als Mittelläufer verlor jedoch gegen die SG Lauscha mit 0:1. In der folgenden Saison 1950/51 spielte er mit der Nachfolgegemeinschaft BSG Einheit Wismar in der zweitklassigen DDR-Liga. Er bestritt 16 der ausgetragenen 18 Punktspiele, weiterhin als Mittelläufer.
Am Saisonende musste Einheit Wismar absteigen, der Ortsrivale Anker Wismar schaffte dagegen den Aufstieg in die DDR-Oberliga. Reincke verließ daraufhin die BSG Einheit und schloss sich dem neuen Oberligisten an, der in die Oberligasaison 1951/52 unter dem neuen Namen BSG Motor Wismar startete. Es waren 36 Punktspiele zu absolvieren, von denen Reincke 27 bestritt, in der Regel als linker Verteidiger. Es blieb seine einzige Oberligasaison, denn die Wismarer stiegen nach einem Jahr wieder aus der Oberliga ab. Reincke hielt der BSG Motor jedoch auch in der Zweitklassigkeit die Treue und stand bis zum Ende der Saison 1954/55 noch in weiteren 50 DDR-Ligaspielen in der Mannschaft. Sein letztes Punktspiel für Wismar in der DDR-Liga bestritt er am 31. Oktober 1954 in der Partie Empor Wurzen – Motor Wismar (3:2).
Später war Reincke, von Beruf Diplomingenieurökonom, als Trainer in Wismar tätig. 1966 führte er die Junioren der TSG Wismar, Nachfolgegemeinschaft von Motor Wismar, zur DDR-Meisterschaft. Mit Beginn der Saison 1967/68 übernahm er für zwei Spielzeiten das Training des DDR-Ligisten TSG Wismar. Nach weiteren Jahren im Nachwuchsbereich der TSG übernahm er 1974 erneut das Training der 1. TSG-Mannschaft und erreichte 1978 mit Abschlussrang drei in der DDR-Liga sein bestes Ergebnis. 1979 trat er 67-jährig in den Ruhestand, blieb aber in den 80er Jahren noch Sektionsleiter Fußball bei der TSG.